# Stensjön (Åsele socken, Lappland, 711806-159356)
Stensjön är en sjö i Åsele kommun i Lappland och ingår i Gideälvens huvudavrinningsområde. Sjön har en area på 3,15 kvadratkilometer och ligger 394 meter över havet. Sjön avvattnas av vattendraget Baksjöbäcken. Vid provfiske har bland annat abborre, gädda, lake och mört fångats i sjön.

## Delavrinningsområde
Stensjön ingår i det delavrinningsområde (711536-159403) som SMHI kallar för Utloppet av Stensjön. Medelhöjden är 431 meter över havet och ytan är 23,46 kvadratkilometer. Räknas de 4 avrinningsområdena uppströms in blir den ackumulerade arean 47,7 kvadratkilometer. Baksjöbäcken som avvattnar avrinningsområdet har biflödesordning 3, vilket innebär att vattnet flödar genom totalt 3 vattendrag innan det når havet efter 184 kilometer. Avrinningsområdet består mestadels av skog (71 procent) och sankmarker (14 procent). Avrinningsområdet har 3,23 kvadratkilometer vattenytor vilket ger det en sjöprocent på 13,8 procent.

## Fisk
Vid provfiske har följande fisk fångats i sjön:
- Abborre
- Gädda
- Lake
- Mört
- Sik